# Armand Dubarry
Ernest Armand Dubarry, més conegut com a Armand Dubarry, (Lorient, 28 de novembre de 1836-1910) va ser un explorador, novel·lista i periodista francès. Va treballar com escriptor al diari Journal des Voyages i posteriorment com a editor del Musée des familles. Més endavant va viatjar a la colònia francesa de Dahomey, on va començar a escriure sobre els seus viatges pel continent africà, en la seva major part, novel·les d'aventures on l'autor establia el paper d'herois filantròpics als colons, amb una missió xovinista civilitzadora, a més de relatar les lluites de les tropes franceses contra els cons d'insurgència nativa.

## Obra
Algunes de les seves obres, especialment Voyage au Dahomey, van servir per relatar la mentalitat del xovinisme i les accions que van durar a cap els diferents imperis colonialistes de principis del segle xix, quan va començar la carrera de les principals potències europees per aconseguir el major nombre de territoris possibles, especialment africans, sota colònies, protectorats, dominis o enclavaments estratègics. En molts dels seus relats, s'observa com es justifica la finalitat i deure "civilitzador" de la societat occidental vers als "salvatges" d'Àfrica, molt present en la mentalitat de l'època i que deixa clar en els seus escrits.
| «                | Le nègre civilisé est capable, comme le blanc, des plus belles conceptions, des plus belles actions; le nègre sauvage ou barbare est capable de toutes les turpitudes, et, malheureusement, Dieu sait pourquoi, il semble être condamné, dans son pays d'origine, à la sauvagerie, à la barbarie à perpétuité. | El negre civilitzat és capaç, com el blanc, de les concepcions més belles, les accions més belles; el negre salvatge o bàrbar és capaç de totes les estupideses, i desafortunadament, Déu sap per què, sembla estar condemnat al seu país d'origen, al salvatgisme i la barbàrie per sempre. | » |
| — Armand Dubarry | | |   |

### Publicacions
- 1859, Un Vétéran d'Arcole à l'Italie, ode aux peuples alliés.
- 1861, Biographie de Mlle Karoly du théâtre impérial de l'Odéon.
- 1869, Deux mois de l'histoire de Venise.
- 1869, Le Roman d'un baleinier.
- 1870, Les Drames de l'Orient.
- 1873, Petite France.
- 1874, L'Alsace-Lorraine en Australie. Histoire d'une famille d'émigrants sur le continent austral.
- 1875, Le Brigandage en Italie, depuis les temps les plus reculés jusqu'à nos jours.
- 1876, Trois histoires de terre et de mer.
- 1878, Six aventures turques.
- 1878, Histoire de la cour de Rome.
- 1878, La Belle-sœur d'un pape, vie de Donna Olimpia, d'après un manuscrit du XVIIe siècle.
- 1879, Voyage au Dahomey.
- 1880, L'Allemagne chez elle et chez les autres.
- 1881, Splendeurs et misères de la cour de Rome, histoire anecdotique de la papauté depuis son origine jusqu'à nos jours.
- 1883, Un Prêtre dans la maison, roman de la vie parisienne.
- 1884, Les colons du Tanganyka.
- 1884, Le boire et le manger, histoire anecdotique des aliments.
- 1884, Perdus sur la mer de corail.
- 1885, Monsieur le Grand Turc.
- 1886, Les Aventures d'un dompteur, d'un éléphant blanc et de deux pifferari.
- 1887, La Jolie cabotine.
- 1888, Une allemande, roman de la vie parisienne.
- 1890, Les aventuriers de l'Amazone.
- 1890, Service des mœurs, roman parisien,.
- 1890, La Petite dompteuse, Charavay.
- 1890, Délire des sens, Dentu.
- 1892, Aventures d'un officier français au Tchad.
- 1892, Les aventures de Narcisse Nicaise au Congo.
- 1892, Étoile de cirque, à Cayeux-sur-Mer.
- 1893, Sans voile.
- 1895, Les Clefs de Paris, roman de grand espionnage.
- 1895, Le Rachat de l'honneur, aventures d'un soldat français au Soudan, Charavay, 1895
- 1896, La Mer.
- 1898, Les flagellants.
- 1905, L'Amiral Nelson adultère, amours scandaleuses de l'amiral Nelson avec lady Hamilton.
- 1898, Les déséquilibrés de l'amour (compost per 11 volums, publicats entre 1898 i 1906)
- 1906, Histoire anecdotique des aliments.